# María Antonia González Valerio

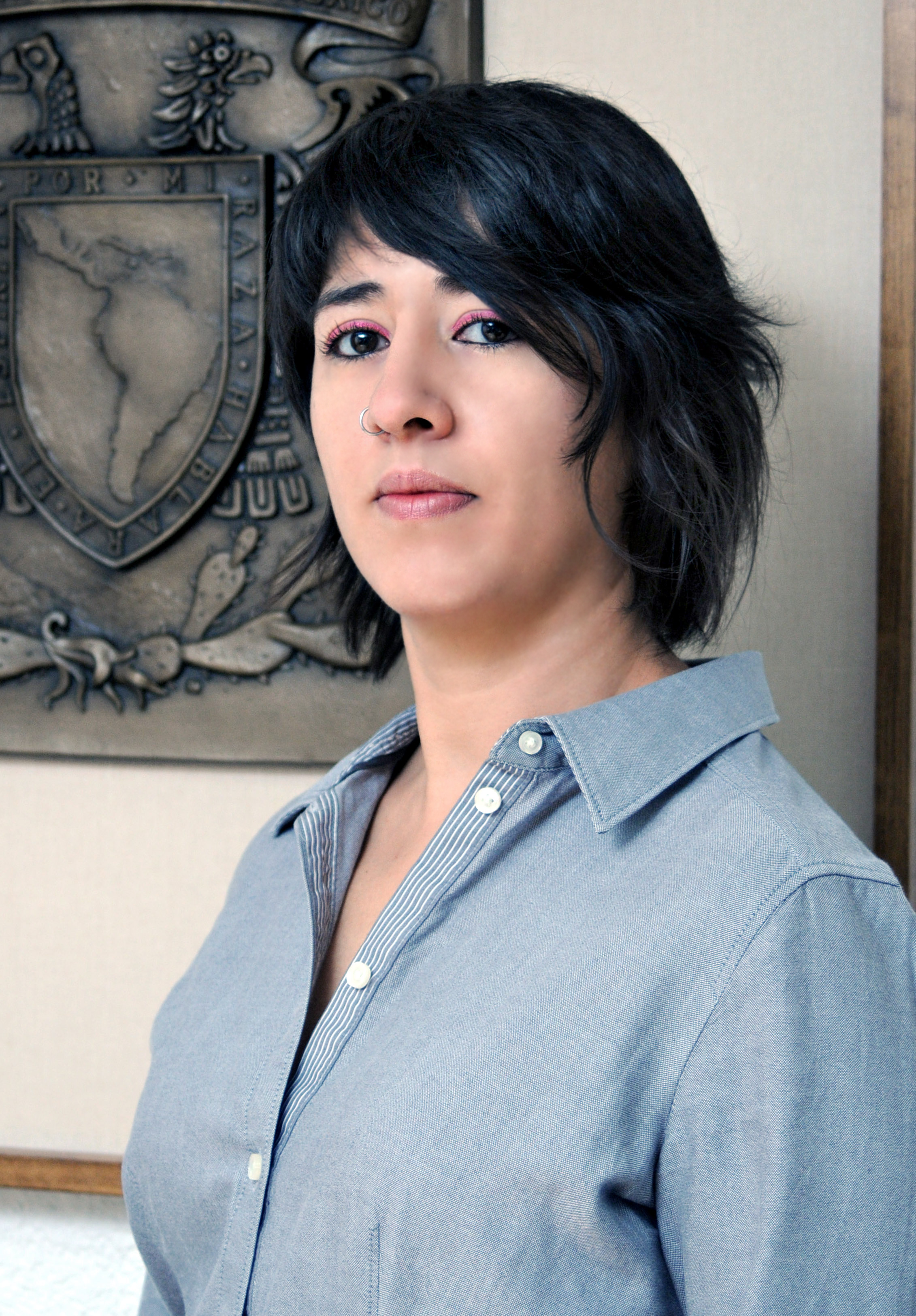
María Antonia González Valerio

María Antonia González Valerio (* 1977 in Mexiko-Stadt) ist eine mexikanische Philosophin und Universitätsprofessorin für Philosophie an der staatlichen Universidad Nacional Autónoma de México (UNAM) in der mexikanischen Hauptstadt Mexiko-Stadt.

## Biographie
Nach ihrem Lizenziat in Philosophie (1995–1999), für dessen Abschlussarbeit ihr die Medaille „Gabino Barreda“ verliehen wurde, begann sie ihre Magisterstudien an der Facultad de Filosofía y Letras an der Universidad Nacional Autónoma de México. Durch die mexikanische Philosophin Mariflor Aguilar Rivero bekam sie engen Kontakt zum Seminar für Hermeneutik, das bis vor kurzem weitreichenden Einfluss auf die mexikanische Universitätslandschaft, vor allem die Geisteswissenschaften im Land, hatte. Das Seminar für Hermeneutik an der Facultad des Filosofía y Letras der UNAM organisierte unter ihrer Mithilfe im November 2004 einen internationalen Kongress zum deutschen Philosophen Hans-Georg Gadamer  (Congreso Internacional Gadamer y las humanidades, der zugehörige Kongressband erschien 2007). Sowohl für ihre Magisterarbeit wie für ihre Doktorarbeit gewann sie die Alfonso-Caso-Medaille. Thema ihrer Doktorarbeit (abgeschlossen 2005) war: Zur Ontologie der Fiktion.
Ihre Postdoc-Zeit verbrachte sie ebenfalls an der UNAM am Instituto de Investigaciones Filológicas (2006/2007). Weitreichende Rezeption in der spanischsprachigen Philosophie fand ihr Buch Die enthüllte Kunst (Orig. El arte develado, Herder 2005). Seit 2007 ist sie an der UNAM Lehrstuhlinhaberin für Philosophie mit den Schwerpunkten Ontologie und Ästhetik.
2011 gründete sie die interdisziplinäre Forschergruppe Arte+Ciencia (Kunst+Wissenschaft) an der UNAM, in der Geistes- und Naturwissenschaftlern mit Künstlern in Dialog treten. Im selben Jahr gewann sie den Nachwuchspreis der Jungen Akademie der UNAM für ihre Arbeiten im Bereich der Geisteswissenschaften.
González Valerio arbeitet auch als Übersetzerin (Deutsch-Spanisch, Französisch-Spanisch) philosophischer Werke und als Kuratorin. 2012/2013 betreute sie die erste Ausstellung zu biotechnologischer und transgener Kunst in Mexiko. Vor allem mit Europa (Deutschland, Frankreich, Spanien, Slowenien) pflegt sie intensive wissenschaftliche Beziehungen und hatte dort mehrere Gastaufenthalte.

## Philosophie
González Valerio versteht ihren auf eine Immanenz des Alltäglichen gegründeten Ansatz im Sinne der spanischen Philosophin Teresa Oñate, die den Begriff „ontología-estética“ geprägt hat. Im Anschluss daran, und mit Rückgriff auf die Philosophie von Georg Wilhelm Friedrich Hegel, versucht González Valerio, eine Philosophie zu etablieren, die auf Immanenz und Sinnlichkeit beruht. So wird ein Weltverhältnis erzeugt, in dem Technik, Wissenschaft, Kunst und Literatur (bis hin zur Idee des Biofakts) in ihren jeweiligen aktualen Formen konstitutiv sind. Ein für sie prägender Autor ist Hans-Georg Gadamer, von dem sie Schriften ins Spanische übersetzt hat. Weitere Übersetzungen ins Spanische legte sie zu Schriften von Friedrich Nietzsche vor.
Ihre jüngeren Arbeiten beschäftigen sich mit der ontologischen und ästhetischen Dimension der sogenannten Biokunst sowie mit einer Neumodellierung der Naturphilosophie (Grundlegungen zu einer Naturphilosophie, auf Spanisch 2014). Weitere Forschungsgebiete sind Technikphilosophie und Wissenschaftstheorie. Eines ihrer Anliegen ist ferner die Vermittlung von spanischsprachiger und deutschsprachiger Philosophie des 19. und 20. Jahrhunderts. Dabei setzt sie sich auch für eine zeitgenössische mexikanische Philosophie ein.

## Werkauswahl

### Bücher (auf Spanisch)
- Prolegómenos a una filosofía natural. Escritos de ontología estética, Mexiko, Herder, im Erscheinen, 2014.
- (Ed.) Polona Tratnik, Hacer la presencia. Fotografía, arte y (bio)tecnología, Méxiko, Herder, 2014. Print ISBN 978-84-254-3260-6
- (Ed.) Verdad ficcional no es un oxímoron. Sobre las relaciones peligrosas entre filosofía y literatura. Méxiko, UNAM/Itaca, 2011. Print ISBN 978-607-02-1858-3
- Un tratado de ficción. Ontología de la mimesis. México, Herder, 2010. Print ISBN 978-607-7727-10-1
- (Ed. mit Mariflor Aguilar Revero) Gadamer y las humanidades I. Ontología, lenguaje y estética. Méxiko, UNAM, 2007.
- El arte develado. Consideraciones estéticas sobre la hermenéutica de Gadamer. Méxiko, Herder, 2005. Print ISBN 968-5807-13-2
- (mit Greta Rivara Kamaji) Hermenéutica analógica y las tareas de la filosofía. Editorial San Esteban, 2005. Print ISBN 84-8260-164-4

### Bücher (auf Englisch)
- (mit Polona Tratnik) „Through the Scope of Life. Art and (Bio)Technologies Philosophically Revisited“. Springer Cham, 2023. eBook ISBN 978-3-031-31736-1. doi:10.1007/978-3-031-31736-1

### Artikel auf Spanisch (Auswahl)
- „El arte, la muerte, la historia. El problema del tiempo y la historia en las reflexiones estéticas hegelianas“, Escritura e imagen, Universidad Complutense de Madrid, Vol. 8 (2012): 139-153, Online:http://revistas.ucm.es/index.php/ESIM/article/view/40527/38864
- „Arte y ontología. Crítica de los saberes establecidos“, en T. Oñate et al. (ed.), El Segundo Heidegger: Ecología. Arte. Teología, Madrid, Dykinson, 2013.

### Artikel auf Englisch (Auswahl)
- (mit  Louise Mackenzie) „Thinking Through the Body: Art and Philosophy in Dialogue“. In: Nima Rezaei, Amene Saghazadeh. (eds) Thinking. Integrated Science, vol 7. Springer, Cham,  2022. doi:10.1007/978-3-031-04075-7_17

- „BioArt on the Verge of Aesthetic Ontology“, ANNALES Ser. hist. sociol. 22, 2012. Online: http://www.dlib.si/stream/URN:NBN:SI:DOC-E0TERVBY/3c129897-a639-40ba-a969-6ac2299a8e41/PDF